# كأس العالم للأندية 2025
كأس العالم للأندية 2025 (بالإنجليزية: 2025 FIFA Club World Cup) هي النسخة الحادية والعشرون من سلسلة بطولة كأس العالم للأندية لكرة القدم الدولية والنسخة الأولى الموسعة من بطولة كأس العالم للأندية، التي نظمتُ من قبل الفيفا بمشاركة 32 فريقًا، بما في ذلك الفائزون في البطولات القارية الأربع الأخيرة. يعتبر نادي مانشستر سيتي حامل لقب آخر بطولة، بعد أن تُوّج بلقبه الأول في النسخة الأخيرة بالنظام القديم عام 2023. أقيمت بطولة كأس العالم للأندية 2025 في الولايات المتحدة في الفترة من 14 يونيو إلى 13 يوليو من العام 2025. توج تشيلسي بلقب النسخة الأولى من مونديال الأندية لكرة القدم بحلته الجديدة بعد فوزه بثلاثة أهداف نظيفة على نادي باريس سان جيرمان على ملعب "متلايف" في إيست راذفورد بولاية نيو جيرسي، ويخالف كل التوقعات المرشحة لفوز فريق باريس سان جيرمان، المتوج لأول مرة في لقب دوري أبطال أوروبا 2024–25 وبطل الثلاثية المحلية، والأوفر حظا للفوز باللقب، لكن تشلسي أنهى المباراة النهائي وأسقطه فريق الباريسي في لقاء حسمه في الشوط الأول، في المباراة التي شهدت حضر الرئيس الأمريكي دونالد ترمب الذي تستضيف بلاده البطولة، إلى جانب رئيس الاتحاد الدولي للعبة السويسري جياني إنفانتينو.
أُعلن عن النظام الجديد الموسع للبطولة في مارس 2019، وكان من المفترض أن تستضيفها الصين عام 2021، لكنها أُجِّلت بسبب جائحة فيروس كورونا. وقد وافق الفيفا على توزيع المقاعد بين الاتحادات القارية في فبراير 2023، وأَعلن عن اختيار الولايات المتحدة دولةً مضيفةً بعد أربعة أشهر من ذلك. كما أُنشئت كأس القارات للأندية كمسابقة سنوية تستخدم نسخة مشابهة جدًا من النظام السابق.
قوبلت النسخة الجديدة من البطولة بانتقادات من نقابة لاعبي كرة القدم ومنتدى دوريات العالم، بسبب التأثير المتوقع لازدحام جدول المباريات على صحة اللاعبين.
تعد هذة البطولة هي النسخة الاولي بالنظام الحديث حيث قائمة الأندية الـ 32 المتأهلة تم اختيارها بناءً على الأفضلية خلال المواسم الأربعة الماضية، من قارات إفريقيا وآسيا وأميركا الشمالية تم اختيار أربعة ممثلين عن كل قارة، وستعتمد أوقيانوسيا فقط على نادي أوكلاند سيتي، 6 أندية ستمثل أميركا الجنوبية، أما أوروبا فستشارك بـ 12 نادياً ما يمنحها فرصاً أكبر لتحقيق اللقب . 

## الخلفية والتنظيم
منذ عودتها من فترة التوقف في عام 2005، أقيمت بطولة كأس العالم للأندية لكرة القدم سنويًا في ديسمبر واقتصرت على الفائزين بالمسابقات القارية للأندية. وفي وقت مبكر من أواخر عام 2016، اقترح رئيس الاتحاد الدولي لكرة القدم جياني إنفانتينو توسيع كأس العالم للأندية إلى 32 فريقًا بدءًا من عام 2019 وإعادة جدولتها إلى يونيو/يوليو لتكون أكثر توازناً وجاذبية للمذيعين والرعاة. في أواخر عام 2017، ناقش الاتحاد الدولي لكرة القدم مقترحات لتوسيع المسابقة إلى 24 فريقًا ولعبها كل أربع سنوات بحلول عام 2021، لتحل محل كأس القارات لكرة القدم. تم تأكيد الشكل الموسع وجدول كأس العالم للأندية، الذي سيقام في يونيو ويوليو 2021، في اجتماع مجلس الاتحاد الدولي لكرة القدم في مارس 2019 في ميامي. عُيِّنت الصين مضيفةً في أكتوبر 2019، ولكن أُلغي الحدث في 2021 بسبب جائحة كوفيد-19.
في 23 يونيو 2023، أكد الاتحاد الدولي لكرة القدم أن الولايات المتحدة ستستضيف بطولة 2025 تمهيدًا لكأس العالم 2026. ظلت المدن المضيفة للبطولة غير محددة. تُقسَّم الفرق الـ 32 إلى ثماني مجموعات من أربعة فرق مع تأهل أفضل فريقين في كل مجموعة إلى مرحلة خروج المغلوب. يكون الشكل هو نفسه المستخدم في كأس العالم لكرة القدم بين عامي 1998 و2022، باستثناء مباراة تحديد المركز الثالث.
في يناير 2024، أُعلِن عن إقامة البطولة بشكل أساسي على الساحل الشرقي لتكون أقرب إلى المذيعين والمشاهدين الأوروبيين مع تجنب الصراعات مع كأس الكونكاكاف الذهبية 2025، والتي ستقام أيضًا بشكل أساسي في الولايات المتحدة في نفس الوقت تقريبًا ولكن بشكل أساسي على الساحل الغربي.

## تخصيص المقاعد
بوتافوغو

 فلامنغو

 أتلتيكو مدريد

في 14 فبراير 2023، وافق مجلس الفيفا على تخصيص المقاعد لبطولة 2025 بناءً على "مجموعة من المقاييس والمعايير الموضوعية". حصل الاتحاد الأوروبي لكرة القدم على أكبر عدد من المقاعد بواقع اثني عشر مقعدًا، بينما حصل اتحاد أمريكا الجنوبية لكرة القدم على ثاني أكبر عدد من المقاعد بستة مقاعد. حصل الاتحاد الآسيوي لكرة القدم والاتحاد الأفريقي لكرة القدم واتحاد أمريكا الشمالية والوسطى والكاريبي على أربعة مقاعد، بينما حصل اتحاد أوقيانوسيا لكرة القدم والاتحاد المضيف على مقعد واحد لكل منهما. في 14 مارس 2023، وافق مجلس الفيفا على المبادئ الأساسية لقائمة الوصول للبطولة،
المبادئ هي كما يلي، مع الأخذ بعين الاعتبار المسابقات التي انتهت خلال فترة أربع سنوات من 2021 إلى 2024:
- اتحاد أمريكا الجنوبية لكرة القدم والاتحاد الأوروبي لكرة القدم (أكثر من أربعة مقاعد): الوصول للفائزين في أكبر مسابقة للأندية في الاتحاد بين عامي 2021 و2024، مع تحديد الفرق الإضافية حسب ترتيب الأندية في الفترة الممتدة لأربع سنوات.
- الاتحاد الآسيوي لكرة القدم والاتحاد الأفريقي لكرة القدم واتحاد الكونكاكاف (أربعة مقاعد لكل منهما): الوصول للفائزين في أكبر مسابقة للأندية في الاتحاد بين عامي 2021 و2024. لأن دوري أبطال آسيا قد تحول من جدول داخل العام إلى جدول بين السنوات بدءًا من 2023-24، فقد أُكتُمِلت ثلاثة مواسم فقط من دوري أبطال آسيا في الفترة من 2021 إلى 2024، مما أدى إلى تخصيص المكان المتبقي باستخدام تصنيف الأندية على مدار 4 سنوات.
- اتحاد أوقيانوسيا لكرة القدم (مكان واحد): الوصول للنادي الأعلى تصنيفًا بين الفائزين بأكبر مسابقة للأندية في الاتحاد بين عامي 2021 و2024، مُنِح المكان لأفضل نادٍ في تصنيف أوقيانوسيا لمدة 4 سنوات والذي فاز بالمسابقة بين عامي 2022 و2024.
- الدولة المضيفة (مقعد واحد): حُدِّد ذلك في مرحلة لاحقة.

إذا فاز النادي بموسمين أو أكثر من مسابقة الأندية الكبرى في اتحاده القاري، فسيتم تحديد الفرق الإضافية من خلال ترتيب النادي على مدار فترة السنوات الأربع. علاوة على ذلك، سيتم تطبيق قيد ناديين لكل اتحاد، باستثناء الأندية البطلة إذا فاز أكثر من ناديين من نفس الاتحاد بالمسابقة الكبرى للأندية في اتحادهم القاري. استندت طريقة حساب تصنيف الأندية لمدة أربع سنوات داخل كل اتحاد قاري على أداء الفرق في بطولاتها القارية خلال المواسم المكتملة بين عامي 2021 و2024.
بالنسبة للاتحادات القارية بخلاف الاتحاد الأوروبي لكرة القدم، كانت الطريقة على النحو التالي:
- 3 نقاط للفوز
- 1 نقطة للتعادل
- 3 نقاط للتقدم الناجح إلى كل مرحلة جديدة من المسابقة

في حالة الاتحاد الأوروبي لكرة القدم، نظرًا لوجود نظام معامل الاتحاد الأوروبي لكرة القدم لتصنيف الفرق والمنتخبات ، فإن الطريقة التي يستخدمها الاتحاد الأوروبي لكرة القدم لحساب معامل النادي "تم تطبيقها بشكل استثنائي" لتصنيف الفرق الأوروبية.

## الأندية المشاركة
تأهلت الأندية التالية للبطولة:
| الاتحادات القارية                               | عدد المقاعد        | طريقة التأهل                                                                     | تاريخ التأهل   | المشاركة                                                                                |
| ----------------------------------------------- | ------------------ | -------------------------------------------------------------------------------- | -------------- | --------------------------------------------------------------------------------------- |
| أوروبا (اثنا عشر مقعداً)                         | تشيلسي             | بطل دوري أبطال أوروبا 2020–21                                                    | 14 مارس 2023   | الثالثة (السابق: 2012، 2021)                                                            |
| أوروبا (اثنا عشر مقعداً)                         | ريال مدريد         | بطل دوري أبطال أوروبا 2021–22 ودوري أبطال أوروبا 2023–24                         | 14 مارس 2023   | السابعة (السابق: 2000، 2014، 2016، 2017، 2018، 2022)                                    |
| أوروبا (اثنا عشر مقعداً)                         | مانشستر سيتي       | بطل دوري أبطال أوروبا 2022–23                                                    | 10 يونيو، 2023 | الثانية (السابق: 2023)                                                                  |
| أوروبا (اثنا عشر مقعداً)                         | بايرن ميونخ        | تصنيف الاتحاد الأوروبي لكرة القدم لأربع سنوات                                    | 17 ديسمبر 2023 | الثالثة (السابق: 2013، 2020)                                                            |
| أوروبا (اثنا عشر مقعداً)                         | باريس سان جيرمان   | تصنيف الاتحاد الأوروبي لكرة القدم لأربع سنوات                                    | 17 ديسمبر 2023 | الأولى                                                                                  |
| أوروبا (اثنا عشر مقعداً)                         | إنتر ميلان         | تصنيف الاتحاد الأوروبي لكرة القدم لأربع سنوات                                    | 17 ديسمبر 2023 | الثانية (السابق: 2010)                                                                  |
| أوروبا (اثنا عشر مقعداً)                         | بورتو              | تصنيف الاتحاد الأوروبي لكرة القدم لأربع سنوات                                    | 17 ديسمبر 2023 | الأولى                                                                                  |
| أوروبا (اثنا عشر مقعداً)                         | بنفيكا             | تصنيف الاتحاد الأوروبي لكرة القدم لأربع سنوات                                    | 17 ديسمبر 2023 | الأولى                                                                                  |
| أوروبا (اثنا عشر مقعداً)                         | بوروسيا دورتموند   | تصنيف الاتحاد الأوروبي لكرة القدم لأربع سنوات                                    | 6 مارس 2024    | الأولى                                                                                  |
| أوروبا (اثنا عشر مقعداً)                         | يوفنتوس            | تصنيف الاتحاد الأوروبي لكرة القدم لأربع سنوات                                    | 12 مارس 2024   | الأولى                                                                                  |
| أوروبا (اثنا عشر مقعداً)                         | أتلتيكو مدريد      | تصنيف الاتحاد الأوروبي لكرة القدم لأربع سنوات                                    | 16 أبريل 2024  | الأولى                                                                                  |
| أوروبا (اثنا عشر مقعداً)                         | إف سي سالزبورغ     | تصنيف الاتحاد الأوروبي لكرة القدم لأربع سنوات                                    | 17 أبريل 2024  | الأولى                                                                                  |
| أمريكا الجنوبية (ستة مقاعد)                     | بالميراس           | بطل كوبا ليبرتادوريس 2021                                                        | 14 مارس 2023   | الثالثة (السابق: 2020، 2021)                                                            |
| أمريكا الجنوبية (ستة مقاعد)                     | فلامنغو            | بطل كوبا ليبرتادوريس 2022                                                        | 14 مارس 2023   | الثالثة (السابق: 2019، 2022)                                                            |
| أمريكا الجنوبية (ستة مقاعد)                     | فلومينينسي         | بطل كوبا ليبرتادوريس 2023                                                        | 4 نوفمبر 2023  | الثانية (السابق: 2023)                                                                  |
| أمريكا الجنوبية (ستة مقاعد)                     | بوتافوغو           | بطل كوبا ليبرتادوريس 2024                                                        | 30 نوفمبر 2024 | الأولى                                                                                  |
| أمريكا الجنوبية (ستة مقاعد)                     | ريفر بليت          | تصنيف اتحاد أمريكا الجنوبية لكرة القدم لأربع سنوات                               | 14 مايو 2024   | الثالثة (السابق: 2015، 2018)                                                            |
| أمريكا الجنوبية (ستة مقاعد)                     | بوكا جونيورز       | تصنيف اتحاد أمريكا الجنوبية لكرة القدم لأربع سنوات                               | 22 أغسطس 2024  | الثانية (السابق: 2007)                                                                  |
| إفريقيا (أربعة مقاعد)                           | الأهلي             | بطل دوري أبطال إفريقيا 2020–21، و2022–23، و2023–24                               | 14 مارس 2023   | العاشرة (السابق: 2005، 2006، 2008، 2012، 2013، 2020، 2021، 2022، 2023)                  |
| إفريقيا (أربعة مقاعد)                           | الوداد الرياضي     | بطل دوري أبطال إفريقيا 2021–22                                                   | 14 مارس 2023   | الثالثة (السابق: 2017، 2022)                                                            |
| إفريقيا (أربعة مقاعد)                           | الترجي التونسي     | تصنيف الاتحاد الأفريقي لكرة القدم لأربع سنوات                                    | 26 أبريل 2024  | الرابعة (السابق: 2011، 2018، 2019)                                                      |
| إفريقيا (أربعة مقاعد)                           | ماميلودي صن داونز  | تصنيف الاتحاد الأفريقي لكرة القدم لأربع سنوات                                    | 26 أبريل 2024  | الثانية (السابق: 2016)                                                                  |
| آسيا (أربعة مقاعد)                              | الهلال             | بطل دوري أبطال آسيا 2021                                                         | 14 مارس 2023   | الرابعة (السابق: 2019، 2021، 2022)                                                      |
| آسيا (أربعة مقاعد)                              | أوراوا رد دايموندز | بطل دوري أبطال آسيا 2022                                                         | 6 مايو 2023    | الرابعة (السابق: 2007، 2017، 2023)                                                      |
| آسيا (أربعة مقاعد)                              | العين              | بطل دوري أبطال آسيا 2023–24                                                      | 25 مايو 2024   | الثانية (السابق: 2018)                                                                  |
| آسيا (أربعة مقاعد)                              | أولسان إتش دي      | تصنيف الاتحاد الآسيوي لكرة القدم لأربع سنوات                                     | 17 أبريل 2024  | الثالثة (السابق: 2012، 2020)                                                            |
| أمريكا الشمالية والوسطى والكاريبي (أربعة مقاعد) | مونتيري            | بطل دوري أبطال الكونكاكاف 2021                                                   | 14 مارس 2023   | السادسة (السابق: 2011، 2012، 2013، 2019، 2021)                                          |
| أمريكا الشمالية والوسطى والكاريبي (أربعة مقاعد) | سياتل ساوندرز      | بطل دوري أبطال الكونكاكاف 2022                                                   | 14 مارس، 2023  | الثانية (السابق: 2022)                                                                  |
| أمريكا الشمالية والوسطى والكاريبي (أربعة مقاعد) | لوس أنجلوس         | بطل المباراة الفاصلة                                                             | 31 مايو 2025   | الأولى                                                                                  |
| أمريكا الشمالية والوسطى والكاريبي (أربعة مقاعد) | باتشوكا            | بطل كأس أبطال الكونكاكاف 2024                                                    | 1 يونيو 2024   | الخامسة (السابق: 2007، 2008، 2010، 2017)                                                |
| أوقيانوسيا (مقعد واحد)                          | أوكلاند سيتي       | أفضل الفائزين بدوري أبطال أوقيانوسيا حسب تصنيف أوقيانوسيا لكرة القدم لأربع سنوات | 17 ديسمبر 2023 | الثانية عشرة (السابق: 2006، 2009، 2011، 2012، 2013، 2014، 2015، 2016، 2017، 2022، 2023) |
| البلد المضيف (مقعد واحد)                        | إنتر ميامي         | بطل درع المشجعين 2024                                                            | 19 أكتوبر 2024 | الأولى                                                                                  |

## الأماكن
في 28 سبتمبر 2024، أعلن الاتحاد الدولي لكرة القدم عن اختيار اثني عشر ملعبًا في إحدى عشرة مدينة تستضيف البطولة: ملعب لينكولن فاينانشال في فيلادلفيا، بنسلفانيا، وملعب أودي في واشنطن العاصمة، وملعب لومين في سياتل، واشنطن، وملعب روز بول في باسادينا، كاليفورنيا، وملعب تي كيو إل في سينسيناتي، أوهايو، وملعب بنك أوف أميركا في شارلوت، نورث كارولينا، وملعب مرسيدس بنز في أتلانتا، جورجيا، وملعب هارد روك في ميامي جاردنز، فلوريدا، والذي سيستضيف المباراة الافتتاحية التي تضم إنتر ميامي، وجيوديس بارك في ناشفيل، تينيسي، وملعب كامبينج وورلد وملعب إنتر آند كو في أورلاندو، فلوريدا، وملعب ميتلايف في إيست روثرفورد، نيو جيرسي، والذي سيستضيف المباراة النهائية. سيستضيف ملعب لومين جميع مباريات دور المجموعات الثلاث لفريق سياتل ساوندرز. من بين هذه الملاعب المختارة، سيتم استخدام خمسة منها في كأس العالم 2026.

## النظام

### معايير كسر التعادل
يحصل كل فريق على 3 نقاط للفوز، ونقطة واحدة للتعادل، و0 نقطة للخسارة. في حالة تساوي فريقين أو أكثر في النقاط، تتُحدد المراكز حسب:
1. أكبر عدد من النقاط التي تم الحصول عليها في مباريات المجموعة بين الفرق المعنية المتساوية فيما بينها بالنقاط؛
2. فارق الأهداف الأعلى الناتج عن مباريات المجموعة بين الفرق المعنية المتساوية فيما بينها بالنقاط؛
3. أكبر عدد من الأهداف المسجلة في جميع مباريات المجموعة بين الفرق المعنية المتساوية فيما بينها بالنقاط؛

في حال استمرار التساوي بين الفرق رغم تطبيق المعايير الثلاثة السابقة، يُعاد تطبيق هذه المعايير حصريًا على المباريات بين الفرق التي لا تزال متساوية لتحديد مركزها النهائي. إذا لم تُؤد هذه الإجراءات إلى نتيجة، تُطبق المعايير التالية:
1. فارق الأهداف في جميع مباريات المجموعة؛
2. الأهداف المسجلة في جميع مباريات المجموعة؛
3. اللجوء لقواعد اللعب النظيف التي تحدد على أساس البطاقات الملونة. وتُحتسَب نقاط اللعب النظيف كما يلي:  - البطاقات الصفراء: −1 نقطة؛
  - البطاقات الحمراء غير المباشرة (البطاقات الصفراء الثانية): −3 نقاط؛
  - البطاقات الحمراء المباشرة: −4 نقاط؛
  - بطاقة صفراء وبعدها بطاقة حمراء مباشرة: −5 نقاط؛
4. سحب القرعة.

ملاحظات
1. ↑  في حال التعادل في النقاط بين ثلاثة فرق، فإن تطبيق المعايير الثلاثة الأولى قد يُفضي إلى إنهاء تعادل أحد الفرق فقط، مع بقاء الفريقين الآخرين متعادلين. في هذه الحالة، تُستأنف عملية كسر التعادل من البداية للفريقين اللذين لا يزالان متعادلين.

## القرعة
أُجريت القرعة في 05 ديسمبر 2024، الساعة 1:00 مساءً بتوقيت المنطقة الزمنية الشرقية، في ميامي. أعلن الاتحاد الدولي لكرة القدم (فيفا) عن إجراءات القرعة وتصنيف المنتخبات قبل يومين من إجراء القرعة, مع الأخذ بعين الاعتبار العوامل الرياضية والجغرافية قدر الإمكان.
قام الاتحاد الدولي لكرة القدم (فيفا) بتجميع أوعية القرعة على النحو التالي، مع تصنيف الفرق داخل كل اتحاد قاري بناءً على نظام تصنيف الأندية في الفيفا:
- التصنيف الأول: الفرق الأربعة الأعلى تصنيفًا من كل من الاتحاد الأوروبي لكرة القدم وكونميبول
- التصنيف الثاني: الفرق الثمانية المتبقية من الاتحاد الأوروبي لكرة القدم
- التصنيف الثالث: الفريقان الأعلى تصنيفًا من كل من اتحاد آسيا وأفريقيا وكونكاكاف، والفريقان المتبقيان من كونميبول.
- التصنيف الرابع: الوعاء الرابع: الفرق المتبقية من اتحاد آسيا وأفريقيا وكونكاكاف وأوفك والبلد المضيف

في القرعة، لا يمكن وضع فرق من نفس الاتحاد القاري في نفس المجموعة باستثناء فرق الاتحاد الأوروبي لكرة القدم، حيث يوجد فريق واحد على الأقل ولا يزيد عن فريقين في كل مجموعة. بالإضافة إلى ذلك، لا يمكن وضع فريقين من الاتحاد الأوروبي لكرة القدم من نفس الاتحاد الوطني في نفس المجموعة.
وللحفاظ على التوازن التنافسي، تم إنشاء مسارين منفصلين من أربع مجموعات لمرحلة خروج المغلوب. وتم تشكيلها على النحو التالي:
- المسار 1: الفائزون في المجموعات الأولى، الثالثة، الخامسة، السابعة، مع وصيفي المجموعات الثانية، الرابعة، السادسة، الثامنة
- المسار 2: الفائزون في المجموعات الثانية، الرابعة، السادسة، الثامنة، مع وصيفي المجموعات الأولى، الثالثة، الخامسة، السابعة

ونظراً لهذه المسارات، واجهت فرق الاتحاد الأوروبي لكرة القدم وكونميبول القيود التالية في القرعة:
- تم تخصيص فرق الاتحاد الأوروبي لكرة القدم المصنفة 1-2 وفرق أمريكا الجنوبية المصنفة 1-2 لمسارين منفصلين، ومنعهما من الالتقاء حتى الدور نصف النهائي في حال فوزهما بمجموعاتهما
- تم تخصيص فرق الاتحاد الأوروبي لكرة القدم المصنفة 3-4 وفرق أمريكا الجنوبية المصنفة 3-4 لمسارين منفصلين، ومنعهما من الالتقاء حتى الدور نصف النهائي في حال فوزهما بمجموعاتهما
- تم سحب فرق الاتحاد الأوروبي لكرة القدم المصنفة 1-4 إلى مجموعات ستمنعها من الالتقاء حتى الدور نصف النهائي في حال فوزها بمجموعاتها
- تم سحب فرق أمريكا الجنوبية المصنفة 1-4 إلى مجموعات ستمنعها من الالتقاء حتى الدور نصف النهائي في حال فوزها بمجموعاتها
- تم سحب فرق الاتحاد الأوروبي المصنفة من 5 إلى 8 إلى مجموعات مع فرق اتحاد أمريكا الجنوبية المصنفة من 1 إلى 4
- تم سحب فرق الاتحاد الأوروبي المصنفة من 9 إلى 12 إلى مجموعات مع فرق الاتحاد الأوروبي المصنفة من 1 إلى 4

نظرًا لكونهما فريقين من الدولة المضيفة ولأغراض الجدولة، تم سحب فريقي إنتر ميامي وسياتل ساوندرز إلى المركز الرابع من المجموعتين A وB على التوالي. وبالتالي، تم توزيع الفرق التي تم سحبها إلى المجموعتين A وB على المركز المقابل لتصنيفها.
بدأت القرعة بالتصنيف الأول وانتهت بالتصنيف الرابع، حيث تم اختيار كل فريق ثم توزيعه على أول مجموعة متاحة أبجديًا، بناءً على قيود القرعة. بالنسبة للمجموعات من C إلى H، تم بعد ذلك سحب موقع الفريق داخل المجموعة (لغرض جدول المباريات)، مع سحب فرق التصنيف الأول تلقائيًا إلى المركز الأول من كل مجموعة.
كانت أواني السحب على النحو التالي:
| الفريق           | الاتحادات القارية           | تصني |
| ---------------- | --------------------------- | ---- |
| مانشستر سيتي     | الاتحاد الأوروبي لكرة القدم | 123  |
| ريال مدريد       | الاتحاد الأوروبي لكرة القدم | 119  |
| بايرن ميونخ      | الاتحاد الأوروبي لكرة القدم | 108  |
| باريس سان جيرمان | الاتحاد الأوروبي لكرة القدم | 85   |
| فلامنغو          | كونميبول                    | 141  |
| بالميراس         | كونميبول                    | 140  |
| ريفر بليت        | كونميبول                    | 103  |
| فلومينينسي       | كونميبول                    | 97   |

| الفريق           | الاتحادات القارية           | تصني |
| ---------------- | --------------------------- | ---- |
| تشيلسي           | الاتحاد الأوروبي لكرة القدم | 79   |
| بوروسيا دورتموند | الاتحاد الأوروبي لكرة القدم | 79   |
| إنتر ميلان       | الاتحاد الأوروبي لكرة القدم | 76   |
| بورتو            | الاتحاد الأوروبي لكرة القدم | 68   |
| أتلتيكو مدريد    | الاتحاد الأوروبي لكرة القدم | 67   |
| بنفيكا           | الاتحاد الأوروبي لكرة القدم | 52   |
| يوفنتوس          | الاتحاد الأوروبي لكرة القدم | 47   |
| ريد بل زالتسبورغ | الاتحاد الأوروبي لكرة القدم | 40   |

| الفريق         | الاتحادات القارية | تصني |
| -------------- | ----------------- | ---- |
| الهلال         | آفك               | 118  |
| أولسان إتش دي  | آفك               | 81   |
| الأهلي         | كاف               | 140  |
| الوداد الرياضي | كاف               | 108  |
| مونتيري        | كونكاكاف          | 52   |
| ليون           | كونكاكاف          | 47   |
| بوكا جونيورز   | كونميبول          | 71   |
| بوتافوغو       | كونميبول          | 37   |

| الفريق             | الاتحادات القارية | تصني |
| ------------------ | ----------------- | ---- |
| أوراوا رد دايموندز | آفك               | 49   |
| العين              | آفك               | 43   |
| الترجي التونسي     | كاف               | 100  |
| ماميلودي صن داونز  | كاف               | 98   |
| باتشوكا            | كونكاكاف          | 34   |
| سياتل ساوندرز      | كونكاكاف          | 28   |
| أوكلاند سيتي       | أوفك              | 66   |
| إنتر ميامي         | المضيف            | —    |

### نتائج القرعة
| المرتبة | الفريق     |
| ------- | ---------- |
| A1      | بالميراس   |
| A2      | بورتو      |
| A3      | الأهلي     |
| A4      | إنتر ميامي |

| التصنيف | الفريق           |
| ------- | ---------------- |
| B1      | باريس سان جيرمان |
| B2      | أتلتيكو مدريد    |
| B3      | بوتافوغو         |
| B4      | سياتل ساوندرز    |

| المرتبة | الفريق       |
| ------- | ------------ |
| C1      | بايرن ميونخ  |
| C2      | أوكلاند سيتي |
| C3      | بوكا جونيورز |
| C4      | بنفيكا       |

| المرتبة | الفريق         |
| ------- | -------------- |
| D1      | فلامنغو        |
| D2      | الترجي التونسي |
| D3      | تشيلسي         |
| D4      | لوس أنجلوس     |

| المرتبة | الفريق             |
| ------- | ------------------ |
| E1      | ريفر بليت          |
| E2      | أوراوا رد دايموندز |
| E3      | مونتيري            |
| E4      | إنتر ميلان         |

| المرتبة | الفريق            |
| ------- | ----------------- |
| F1      | فلومينينسي        |
| F2      | بوروسيا دورتموند  |
| F3      | أولسان إتش دي     |
| F4      | ماميلودي صن داونز |

| المرتبة | الفريق         |
| ------- | -------------- |
| G1      | مانشستر سيتي   |
| G2      | الوداد الرياضي |
| G3      | العين          |
| G4      | يوفنتوس        |

| المرتبة | الفريق          |
| ------- | --------------- |
| H1      | ريال مدريد      |
| H2      | الهلال          |
| H3      | باتشوكا         |
| H4      | إف سي زالتسبورغ |

## مرحلة المجموعات

##### المجموعة الأولى
| م | الفريق     | لعب | ف | ت | خ | أ.له | أ.ع | أ.ف | نقاط | التأهل                        |
| - | ---------- | --- | - | - | - | ---- | --- | --- | ---- | ----------------------------- |
| 1 | بالميراس   | 3   | 1 | 2 | 0 | 4    | 2   | +2  | 5    | التأهل إلى مرحلة خروج المغلوب |
| 2 | إنتر ميامي | 3   | 1 | 2 | 0 | 4    | 3   | +1  | 5    | التأهل إلى مرحلة خروج المغلوب |
| 3 | بورتو      | 3   | 0 | 2 | 1 | 5    | 6   | −1  | 2    |                               |
| 4 | الأهلي     | 3   | 0 | 2 | 1 | 4    | 6   | −2  | 2    |                               |

1. 1 2  متعادلون في المواجهات المباشرة (إنتر ميامي 2–2 بالميراس).
2. 1 2  متعادلون في المواجهات المباشرة (بورتو 4–4 الأهلي).

| الأهلي | 0–0   | إنتر ميامي |
| ------ | ----- | ---------- |
|        | تقرير |            |

| بالميراس | 0–0   | بورتو |
| -------- | ----- | ----- |
|          | تقرير |       |

| بالميراس                         | 2–0   | الأهلي |
| -------------------------------- | ----- | ------ |
| - أبو علي 49' (ه.ذ.) - لوبيز 59' | تقرير |        |

| إنتر ميامي               | 2–1   | بورتو                   |
| ------------------------ | ----- | ----------------------- |
| - سيغوفيا 47' - ميسي 54' | تقرير | - أوموروديون 8' (ركلة.) |

| إنتر ميامي                | 2–2   | بالميراس                      |
| ------------------------- | ----- | ----------------------------- |
| - أليندي 16' - سواريز 65' | تقرير | - باولينيو 80' - ماوريسيو 87' |

| بورتو                                              | 4–4   | الأهلي                                           |
| -------------------------------------------------- | ----- | ------------------------------------------------ |
| - مورا 23' - غوميز 50' - أوموروديون 53' - بيبي 89' | تقرير | - أبو علي 15'، 2+45' (ركلة.)، 51' - بن رمضان 64' |

##### المجموعة الثانية
| م | الفريق           | لعب | ف | ت | خ | أ.له | أ.ع | أ.ف | نقاط | التأهل                        |
| - | ---------------- | --- | - | - | - | ---- | --- | --- | ---- | ----------------------------- |
| 1 | باريس سان جيرمان | 3   | 2 | 0 | 1 | 6    | 1   | +5  | 6    | التأهل إلى مرحلة خروج المغلوب |
| 2 | بوتافوغو         | 3   | 2 | 0 | 1 | 3    | 2   | +1  | 6    | التأهل إلى مرحلة خروج المغلوب |
| 3 | أتلتيكو مدريد    | 3   | 2 | 0 | 1 | 4    | 5   | −1  | 6    |                               |
| 4 | سياتل ساوندرز    | 3   | 0 | 0 | 3 | 2    | 7   | −5  | 0    |                               |

1. 1 2 3  متعادلون في المواجهات المباشرة (3 نقاط). فارق الأهداف بين الفرق المعنية: باريس سان جيرمان +3، بوتافوغو 0، أتلتيكو مدريد –3.

| باريس سان جيرمان                                                   | 4–0   | أتلتيكو مدريد |
| ------------------------------------------------------------------ | ----- | ------------- |
| - رويز 19' - فيتينيا 1+45' - مايولو 87' - لي كانغ إن 7+90' (ركلة.) | تقرير |               |

| بوتافوغو                | 2–1   | سياتل ساوندرز |
| ----------------------- | ----- | ------------- |
| - كونيا 28' - جيسوس 44' | تقرير | ك. رولدان 75' |

| سياتل ساوندرز | 1–3   | أتلتيكو مدريد                 |
| ------------- | ----- | ----------------------------- |
| - روسناك 50'  | تقرير | - باريوس 11'، 55' - فيتسل 47' |

| باريس سان جيرمان | 0–1   | بوتافوغو    |
| ---------------- | ----- | ----------- |
|                  | تقرير | - جيسوس 36' |

| سياتل ساوندرز | 0–2   | باريس سان جيرمان               |
| ------------- | ----- | ------------------------------ |
|               | تقرير | - كفاراتسخيليا 35' - حكيمي 66' |

| أتلتيكو مدريد | 1–0   | بوتافوغو |
| ------------- | ----- | -------- |
| غريزمان 87'   | تقرير |          |

##### المجموعة الثالثة
| م | الفريق       | لعب | ف | ت | خ | أ.له | أ.ع | أ.ف | نقاط | التأهل                        |
| - | ------------ | --- | - | - | - | ---- | --- | --- | ---- | ----------------------------- |
| 1 | بنفيكا       | 3   | 2 | 1 | 0 | 9    | 2   | +7  | 7    | التأهل إلى مرحلة خروج المغلوب |
| 2 | بايرن ميونخ  | 3   | 2 | 0 | 1 | 12   | 2   | +10 | 6    | التأهل إلى مرحلة خروج المغلوب |
| 3 | بوكا جونيورز | 3   | 0 | 2 | 1 | 4    | 5   | −1  | 2    |                               |
| 4 | أوكلاند سيتي | 3   | 0 | 1 | 2 | 1    | 17  | −16 | 1    |                               |

| بايرن ميونخ                                                                                  | 10–0  | أوكلاند سيتي |
| -------------------------------------------------------------------------------------------- | ----- | ------------ |
| - كومان 6'، 21' - بوي 18' - أوليز 20'، 3+45' - مولر 45'، 89' - موسيالا 67'، 73' (ركلة.)، 84' | تقرير |              |

| بوكا جونيورز                         | 2–2   | بنفيكا                                  |
| ------------------------------------ | ----- | --------------------------------------- |
| - أوتامندي 21' (ه.ذ.) - باتاجليا 27' | تقرير | - دي ماريا 3+45' (ركلة.) - أوتامندي 84' |

| بنفيكا                                                                                | 6–0   | أوكلاند سيتي |
| ------------------------------------------------------------------------------------- | ----- | ------------ |
| - دي ماريا 8+45' (ركلة.)، 8+90' (ركلة.) - بافليديس 53' - سانشيز 63' - باريرو 76'، 78' | تقرير |              |

| بايرن ميونخ           | 2–1   | بوكا جونيورز    |
| --------------------- | ----- | --------------- |
| - كين 18' - أوليز 84' | تقرير | - ميرينتييل 66' |

| أوكلاند سيتي | 1–1   | بوكا جونيورز      |
| ------------ | ----- | ----------------- |
| - غراي 52'   | تقرير | - جارو 26' (ه.ذ.) |

| بنفيكا          | 1–0   | بايرن ميونخ |
| --------------- | ----- | ----------- |
| - شييلديروب 13' | تقرير |             |

##### المجموعة الرابعة
| م | الفريق         | لعب | ف | ت | خ | أ.له | أ.ع | أ.ف | نقاط | التأهل                        |
| - | -------------- | --- | - | - | - | ---- | --- | --- | ---- | ----------------------------- |
| 1 | فلامنغو        | 3   | 2 | 1 | 0 | 6    | 2   | +4  | 7    | التأهل إلى مرحلة خروج المغلوب |
| 2 | تشيلسي         | 3   | 2 | 0 | 1 | 6    | 3   | +3  | 6    | التأهل إلى مرحلة خروج المغلوب |
| 3 | الترجي الرياضي | 3   | 1 | 0 | 2 | 1    | 5   | −4  | 3    |                               |
| 4 | لوس أنجلوس     | 3   | 0 | 1 | 2 | 1    | 4   | −3  | 1    |                               |

| تشيلسي                 | 2–0   | لوس أنجلوس |
| ---------------------- | ----- | ---------- |
| - نيتو 34' - إينزو 79' | تقرير |            |

| فلامنغو                            | 2–0   | الترجي الرياضي |
| ---------------------------------- | ----- | -------------- |
| - دي أراسكايتا 17' - ل. أراوخو 70' | تقرير |                |

| فلامنغو                             | 3–1   | تشيلسي     |
| ----------------------------------- | ----- | ---------- |
| - هنريكي 62' - دانيلو 65' - يان 83' | تقرير | - نيتو 13' |

| لوس أنجلوس | 0–1   | الترجي الرياضي |
| ---------- | ----- | -------------- |
|            | تقرير | - بلايلي 70'   |

| لوس أنجلوس   | 1–1   | فلامنغو   |
| ------------ | ----- | --------- |
| - بوانغا 84' | تقرير | - يان 86' |

| الترجي الرياضي | 0–3   | تشيلسي                                        |
| -------------- | ----- | --------------------------------------------- |
|                | تقرير | - أدارابيويو 3+45' - ديلاب 5+45' - جورج 7+90' |

##### المجموعة الخامسة
| م | الفريق             | لعب | ف | ت | خ | أ.له | أ.ع | أ.ف | نقاط | التأهل                        |
| - | ------------------ | --- | - | - | - | ---- | --- | --- | ---- | ----------------------------- |
| 1 | إنتر ميلان         | 3   | 2 | 1 | 0 | 5    | 2   | +3  | 7    | التأهل إلى مرحلة خروج المغلوب |
| 2 | مونتيري            | 3   | 1 | 2 | 0 | 5    | 1   | +4  | 5    | التأهل إلى مرحلة خروج المغلوب |
| 3 | ريفر بليت          | 3   | 1 | 1 | 1 | 3    | 3   | 0   | 4    |                               |
| 4 | أوراوا رد دايموندز | 3   | 0 | 0 | 3 | 2    | 9   | −7  | 0    |                               |

| ريفر بليت                             | 3–1   | أوراوا رد دايموندز |
| ------------------------------------- | ----- | ------------------ |
| - كوليديو 12' - دريوسي 48' - ميزا 73' | تقرير | ماتسو 58' (ركلة.)  |

| مونتيري     | 1–1   | إنتر ميلان         |
| ----------- | ----- | ------------------ |
| - راموس 25' | تقرير | - لا. مارتينيز 42' |

| إنتر ميلان                         | 2–1   | أوراوا رد دايموندز |
| ---------------------------------- | ----- | ------------------ |
| - لا. مارتينيز 78' - كاربوني 2+90' | تقرير | - واتانابي 11'     |

| ريفر بليت | 0–0   | مونتيري |
| --------- | ----- | ------- |
|           | تقرير |         |

| إنتر ميلان                     | 2–0   | ريفر بليت |
| ------------------------------ | ----- | --------- |
| - إسبوزيتو 72' - باستوني 3+90' | تقرير |           |

| أوراوا رد دايموندز | 0–4   | مونتيري                                       |
| ------------------ | ----- | --------------------------------------------- |
|                    | تقرير | - ديوسا 30' - بيرترام 34'، 7+90' - كورونا 39' |

##### المجموعة السادسة
| م | الفريق            | لعب | ف | ت | خ | أ.له | أ.ع | أ.ف | نقاط | التأهل                        |
| - | ----------------- | --- | - | - | - | ---- | --- | --- | ---- | ----------------------------- |
| 1 | بوروسيا دورتموند  | 3   | 2 | 1 | 0 | 5    | 3   | +2  | 7    | التأهل إلى مرحلة خروج المغلوب |
| 2 | فلومينينسي        | 3   | 1 | 2 | 0 | 4    | 2   | +2  | 5    | التأهل إلى مرحلة خروج المغلوب |
| 3 | ماميلودي صن داونز | 3   | 1 | 1 | 1 | 4    | 4   | 0   | 4    |                               |
| 4 | أولسان إتش دي     | 3   | 0 | 0 | 3 | 2    | 6   | −4  | 0    |                               |

| فلومينينسي | 0–0   | بوروسيا دورتموند |
| ---------- | ----- | ---------------- |
|            | تقرير |                  |

| أولسان إتش دي | 0–1   | ماميلودي صن داونز |
| ------------- | ----- | ----------------- |
|               | تقرير | - راينيرز 36'     |

| ماميلودي صن داونز                       | 3–4   | بوروسيا دورتموند                                            |
| --------------------------------------- | ----- | ----------------------------------------------------------- |
| - ريبيرو 11' - راينيرز 62' - موتيبا 90' | تقرير | - نميشا 16' - جيراسي 34' - بيلينغهام 45' - موداو 59' (ه.ذ.) |

| فلومينينسي                                        | 4–2   | أولسان إتش دي                         |
| ------------------------------------------------- | ----- | ------------------------------------- |
| - آرياس 27' - نونوتو 66' - فريتس 83' - كينو 2+90' | تقرير | - لي جين-هيون 37' - أم وون سانغ 3+45' |

| بوروسيا دورتموند | 1–0   | أولسان إتش دي |
| ---------------- | ----- | ------------- |
| - سفينسون 36'    | تقرير |               |

| ماميلودي صن داونز | 0–0   | فلومينينسي |
| ----------------- | ----- | ---------- |
|                   | تقرير |            |

##### المجموعة السابعة
| م | الفريق         | لعب | ف | ت | خ | أ.له | أ.ع | أ.ف | نقاط | التأهل                        |
| - | -------------- | --- | - | - | - | ---- | --- | --- | ---- | ----------------------------- |
| 1 | مانشستر سيتي   | 3   | 3 | 0 | 0 | 13   | 2   | +11 | 9    | التأهل إلى مرحلة خروج المغلوب |
| 2 | يوفنتوس        | 3   | 2 | 0 | 1 | 11   | 6   | +5  | 6    | التأهل إلى مرحلة خروج المغلوب |
| 3 | العين          | 3   | 1 | 0 | 2 | 2    | 12  | −10 | 3    |                               |
| 4 | الوداد الرياضي | 3   | 0 | 0 | 3 | 2    | 8   | −6  | 0    |                               |

| مانشستر سيتي          | 2–0   | الوداد الرياضي |
| --------------------- | ----- | -------------- |
| - فودين 2' - دوكو 42' | تقرير |                |

| العين | 0–5   | يوفنتوس                                                |
| ----- | ----- | ------------------------------------------------------ |
|       | تقرير | - كولو مواني 11'، 4+45' - كونسيساو 21'، 58' - يلدز 31' |

| يوفنتوس                                                      | 4–1   | الوداد الرياضي |
| ------------------------------------------------------------ | ----- | -------------- |
| - بوطويل 6' (ه.ذ.) - يلدز 16'، 69' - فلاهوفيتش 4+90' (ركلة.) | تقرير | - لورش 25'     |

| مانشستر سيتي                                                                    | 6–0   | العين |
| ------------------------------------------------------------------------------- | ----- | ----- |
| - غوندوغان 8'، 73' - إيتشيفيريا 27' - هالاند 5+45' (ركلة.) - بوب 84' - شرقي 89' | تقرير |       |

| يوفنتوس                           | 2–5   | مانشستر سيتي                                                         |
| --------------------------------- | ----- | -------------------------------------------------------------------- |
| - كووبميينيرز 11' - فلاهوفيتش 84' | تقرير | - دوكو 9' - كالولو 26' (ه.ذ.) - هالاند 52' - فودين 69' - سافينيو 76' |

| الوداد الرياضي | 1–2   | العين                           |
| -------------- | ----- | ------------------------------- |
| - مايلولا 4'   | تقرير | - لابا 1+45' (ركلة.) - كاكو 50' |

##### المجموعة الثامنة
| م | الفريق           | لعب | ف | ت | خ | أ.له | أ.ع | أ.ف | نقاط | التأهل                        |
| - | ---------------- | --- | - | - | - | ---- | --- | --- | ---- | ----------------------------- |
| 1 | ريال مدريد       | 3   | 2 | 1 | 0 | 7    | 2   | +5  | 7    | التأهل إلى مرحلة خروج المغلوب |
| 2 | الهلال           | 3   | 1 | 2 | 0 | 3    | 1   | +2  | 5    | التأهل إلى مرحلة خروج المغلوب |
| 3 | ريد بل زالتسبورغ | 3   | 1 | 1 | 1 | 2    | 4   | −2  | 4    |                               |
| 4 | باتشوكا          | 3   | 0 | 0 | 3 | 2    | 7   | −5  | 0    |                               |

| ريال مدريد    | 1–1   | الهلال            |
| ------------- | ----- | ----------------- |
| غ. غارسيا 34' | تقرير | نيفيز 41' (ركلة.) |

| باتشوكا          | 1–2   | ريد بل زالتسبورغ         |
| ---------------- | ----- | ------------------------ |
| - ب.غونزاليس 56' | تقرير | - غلوخ 42' - أونيسيو 76' |

| ريال مدريد                                | 3–1   | باتشوكا       |
| ----------------------------------------- | ----- | ------------- |
| - بيلينغهام 35' - غولر 43' - فالفيردي 70' | تقرير | - مونتييل 80' |

| ريد بل زالتسبورغ | 0–0   | الهلال |
| ---------------- | ----- | ------ |
|                  | تقرير |        |

| الهلال                            | 2–0   | باتشوكا |
| --------------------------------- | ----- | ------- |
| - الدوسري 22' - م. ليوناردو 5+90' | تقرير |         |

| ريد بل زالتسبورغ | 0–3   | ريال مدريد                                      |
| ---------------- | ----- | ----------------------------------------------- |
|                  | تقرير | - فينيسيوس 40' - فالفيردي 3+45' - غ. غارسيا 84' |

## مرحلة خروج المغلوب
في مرحلة خروج المغلوب، إذا انتهى الوقت الأصلي لمباراة بالتعادل، يُلعب وقت إضافي (شوطان كل منهما 15 دقيقة) وتتبعها، إذا لزم الأمر، بركلات الجزاء الترجيحية لتحديد الفائزين.

### المسار
|  | دور الستة عشر           | دور الستة عشر          |                         |   | ربع النهائي | ربع النهائي |  |  | نصف النهائي | نصف النهائي |  |  | النهائي | النهائي |
|  |                         |                        |                         |   |             |             |  |  |             |             |  |  |         |         |
|  | 28 يونيو – فيلادلفيا    |                        |                         |   |             |             |  |  |             |             |  |  |         |         |
|  |                         |                        |                         |   |             |             |  |  |             |             |  |  |         |         |
|  | بالميراس (ب.و.إ.)       | 1                      |                         |   |             |             |  |  |             |             |  |  |         |         |
|  | بالميراس (ب.و.إ.)       | 1                      | 4 يوليو – فيلادلفيا     |   |             |             |  |  |             |             |  |  |         |         |
|  | بوتافوغو                | 0                      |                         |   |             |             |  |  |             |             |  |  |         |         |
|  | بوتافوغو                | 0                      | بالميراس                | 1 |             |             |  |  |             |             |  |  |         |         |
|  | 28 يونيو – شارلوت       |                        | بالميراس                | 1 |             |             |  |  |             |             |  |  |         |         |
|  |                         | تشيلسي                 | 2                       |   |             |             |  |  |             |             |  |  |         |         |
|  | بنفيكا                  | تشيلسي                 | 2                       | 1 |             |             |  |  |             |             |  |  |         |         |
|  | بنفيكا                  |                        | 8 يوليو – شرق راذرفورد  | 1 |             |             |  |  |             |             |  |  |         |         |
|  | تشيلسي (ب.و.إ.)         | 4                      |                         |   |             |             |  |  |             |             |  |  |         |         |
|  | تشيلسي (ب.و.إ.)         | 4                      | فلومينينسي              | 0 |             |             |  |  |             |             |  |  |         |         |
|  | 30 يونيو – شارلوت       |                        | فلومينينسي              | 0 |             |             |  |  |             |             |  |  |         |         |
|  |                         | تشيلسي                 | 2                       |   |             |             |  |  |             |             |  |  |         |         |
|  | إنتر ميلان              | تشيلسي                 | 2                       | 0 |             |             |  |  |             |             |  |  |         |         |
|  | إنتر ميلان              | 4 يوليو – أورلاندو     |                         | 0 |             |             |  |  |             |             |  |  |         |         |
|  | فلومينينسي              | 2                      |                         |   |             |             |  |  |             |             |  |  |         |         |
|  | فلومينينسي              | 2                      | فلومينينسي              | 2 |             |             |  |  |             |             |  |  |         |         |
|  | 30 يونيو – أورلاندو     |                        | فلومينينسي              | 2 |             |             |  |  |             |             |  |  |         |         |
|  |                         | الهلال                 | 1                       |   |             |             |  |  |             |             |  |  |         |         |
|  | مانشستر سيتي            | الهلال                 | 1                       | 3 |             |             |  |  |             |             |  |  |         |         |
|  | مانشستر سيتي            |                        | 13 يوليو – شرق راذرفورد | 3 |             |             |  |  |             |             |  |  |         |         |
|  | الهلال (ب.و.إ.)         | 4                      |                         |   |             |             |  |  |             |             |  |  |         |         |
|  | الهلال (ب.و.إ.)         | 4                      | تشيلسي                  | 3 |             |             |  |  |             |             |  |  |         |         |
|  | 29 يونيو – أتلانتا      |                        | تشيلسي                  | 3 |             |             |  |  |             |             |  |  |         |         |
|  |                         | باريس سان جيرمان       | 0                       |   |             |             |  |  |             |             |  |  |         |         |
|  | باريس سان جيرمان        | باريس سان جيرمان       | 0                       | 4 |             |             |  |  |             |             |  |  |         |         |
|  | باريس سان جيرمان        | 5 يوليو – أتلانتا      |                         | 4 |             |             |  |  |             |             |  |  |         |         |
|  | إنتر ميامي              | 0                      |                         |   |             |             |  |  |             |             |  |  |         |         |
|  | إنتر ميامي              | 0                      | باريس سان جيرمان        | 2 |             |             |  |  |             |             |  |  |         |         |
|  | 29 يونيو – ميامي غاردنز |                        | باريس سان جيرمان        | 2 |             |             |  |  |             |             |  |  |         |         |
|  |                         | بايرن ميونخ            | 0                       |   |             |             |  |  |             |             |  |  |         |         |
|  | فلامنغو                 | بايرن ميونخ            | 0                       | 2 |             |             |  |  |             |             |  |  |         |         |
|  | فلامنغو                 |                        | 9 يوليو – شرق راذرفورد  | 2 |             |             |  |  |             |             |  |  |         |         |
|  | بايرن ميونخ             | 4                      |                         |   |             |             |  |  |             |             |  |  |         |         |
|  | بايرن ميونخ             | 4                      | باريس سان جيرمان        | 4 |             |             |  |  |             |             |  |  |         |         |
|  | 1 يوليو – ميامي غاردنز  |                        | باريس سان جيرمان        | 4 |             |             |  |  |             |             |  |  |         |         |
|  |                         | ريال مدريد             | 0                       |   |             |             |  |  |             |             |  |  |         |         |
|  | ريال مدريد              | ريال مدريد             | 0                       | 1 |             |             |  |  |             |             |  |  |         |         |
|  | ريال مدريد              | 5 يوليو – شرق راذرفورد |                         | 1 |             |             |  |  |             |             |  |  |         |         |
|  | يوفنتوس                 | 0                      |                         |   |             |             |  |  |             |             |  |  |         |         |
|  | يوفنتوس                 | 0                      | ريال مدريد              | 3 |             |             |  |  |             |             |  |  |         |         |
|  | 1 يوليو – أتلانتا       |                        | ريال مدريد              | 3 |             |             |  |  |             |             |  |  |         |         |
|  |                         | بوروسيا دورتموند       | 2                       |   |             |             |  |  |             |             |  |  |         |         |
|  | بوروسيا دورتموند        | بوروسيا دورتموند       | 2                       | 2 |             |             |  |  |             |             |  |  |         |         |
|  | بوروسيا دورتموند        |                        |                         | 2 |             |             |  |  |             |             |  |  |         |         |
|  | مونتيري                 | 1                      |                         |   |             |             |  |  |             |             |  |  |         |         |
|  | مونتيري                 | 1                      |                         |   |             |             |  |  |             |             |  |  |         |         |

### دور الستة عشر
| بالميراس        | 1–0 (ب.و.إ.) | بوتافوغو |
| --------------- | ------------ | -------- |
| - باولينيو 100' | تقرير        |          |

| بنفيكا                   | 1–4 (ب.و.إ.) | تشيلسي                                          |
| ------------------------ | ------------ | ----------------------------------------------- |
| - دي ماريا 5+90' (ركلة.) | تقرير        | - جيمس 64' - نكونكو 108' - نيتو 115' - هال 117' |

| باريس سان جيرمان                                  | 4–0   | إنتر ميامي |
| ------------------------------------------------- | ----- | ---------- |
| - نيفيز 6'، 39' - أفيليس 44' (ه.ذ.) - حكيمي 3+45' | تقرير |            |

| فلامنغو                             | 2–4   | بايرن ميونخ                                      |
| ----------------------------------- | ----- | ------------------------------------------------ |
| - جيرسون 33' - جورجينيو 54' (ركلة.) | تقرير | - بولغار 6' (ه.ذ.) - كين 10'، 73' - غوريتسكا 41' |

| إنتر ميلان | 0–2   | فلومينينسي               |
| ---------- | ----- | ------------------------ |
|            | تقرير | - كانو 3' - هركليز 3+90' |

| مانشستر سيتي                            | 3–4 (ب.و.إ.) | الهلال                                              |
| --------------------------------------- | ------------ | --------------------------------------------------- |
| - ب. سيلفا 9' - هالاند 55' - فودين 104' | تقرير        | - م. ليوناردو 46'، 112' - مالكوم 52' - كوليبالي 94' |

| ريال مدريد      | 1–0   | يوفنتوس |
| --------------- | ----- | ------- |
| - غ. غارسيا 54' | تقرير |         |

| بوروسيا دورتموند  | 2–1   | مونتيري       |
| ----------------- | ----- | ------------- |
| - جيراسي 14'، 24' | تقرير | - بيرترام 48' |

### ربع النهائي
| فلومينينسي                 | 2–1   | الهلال       |
| -------------------------- | ----- | ------------ |
| - مارتينيلي 40' - هرقل 70' | تقرير | ليوناردو 51' |

| بالميراس      | 1–2   | تشيلسي                        |
| ------------- | ----- | ----------------------------- |
| - إستيفاو 53' | تقرير | - بالمر 16' - غياي 83' (ه.ذ.) |

| باريس سان جيرمان          | 2–0   | بايرن ميونخ |
| ------------------------- | ----- | ----------- |
| - دوي 78' - ديمبيلي 6+90' | تقرير |             |

| ريال مدريد                                    | 3–2   | بوروسيا دورتموند                    |
| --------------------------------------------- | ----- | ----------------------------------- |
| - غ. غارسيا 10' - ف. غارسيا 20' - مبابي 4+90' | تقرير | - بيير 2+90' - جيراسي 8+90' (ركلة.) |

### نصف النهائي
| فلومينينسي | 0–2   | تشيلسي              |
| ---------- | ----- | ------------------- |
|            | تقرير | - ج. بيدرو 18'، 56' |

| باريس سان جيرمان                        | 4–0   | ريال مدريد |
| --------------------------------------- | ----- | ---------- |
| - رويز 6'، 24' - ديمبيلي 9' - راموس 87' | تقرير |            |

### النهائي
| تشيلسي                          | 3–0   | باريس سان جيرمان |
| ------------------------------- | ----- | ---------------- |
| - بالمر 22'، 30' - ج. بيدرو 43' | تقرير |                  |

فوز تشيلسي على باريس سان جيرمان بنتيجة 3-0 .

## الإحصاءات

### الهدافون
آخر تحديث 13 يوليو 2025.
| الرتبة | اللاعب             | الفريق            | عدد الأهداف |
| ------ | ------------------ | ----------------- | ----------- |
| 1      | أنخيل دي ماريا     | بنفيكا            | 4           |
| 1      | ماركوس ليوناردو    | الهلال            | 4           |
| 1      | غونزالو غارسيا     | ريال مدريد        | 4           |
| 1      | سيرهو جيراسي       | بوروسيا دورتموند  | 4           |
| 5      | جمال موسيالا       | بايرن ميونخ       | 3           |
| 5      | مايكل أوليز        | بايرن ميونخ       | 3           |
| 5      | كنان يلدز          | يوفنتوس           | 3           |
| 5      | وسام أبو علي       | الأهلي            | 3           |
| 5      | بيدرو نيتو         | تشيلسي            | 3           |
| 5      | هاري كين           | بايرن ميونخ       | 3           |
| 5      | إيرلينغ هالاند     | مانشستر سيتي      | 3           |
| 5      | فيل فودين          | مانشستر سيتي      | 3           |
| 5      | جيرمان بيرترام     | مونتيري           | 3           |
| 5      | فابيان رويز        | باريس سان جيرمان  | 3           |
| 5      | كول بالمر          | تشيلسي            | 3           |
| 5      | جواو بيدرو         | تشيلسي            | 3           |
| 17     | كينغسلي كومان      | بايرن ميونخ       | 2           |
| 17     | توماس مولر         | بايرن ميونخ       | 2           |
| 17     | راندال كولو مواني  | يوفنتوس           | 2           |
| 17     | فرانسيسكو كونسيساو | يوفنتوس           | 2           |
| 17     | بابلو باريوس       | أتلتيكو مدريد     | 2           |
| 17     | إيغور جيسوس        | بوتافوغو          | 2           |
| 17     | لياندرو باريرو     | بنفيكا            | 2           |
| 17     | إكرام راينيرز      | ماميلودي صن داونز | 2           |
| 17     | لاوتارو مارتينيز   | إنتر ميلان        | 2           |
| 17     | إيلكاي غوندوغان    | مانشستر سيتي      | 2           |
| 17     | سامو أوموروديون    | بورتو             | 2           |
| 17     | جيريمي دوكو        | مانشستر سيتي      | 2           |
| 17     | دوشان فلاهوفيتش    | يوفنتوس           | 2           |
| 17     | فيديريكو فالفيردي  | ريال مدريد        | 2           |
| 17     | باولينيو           | بالميراس          | 2           |
| 17     | جواو نيفيز         | باريس سان جيرمان  | 2           |
| 17     | أشرف حكيمي         | باريس سان جيرمان  | 2           |
| 17     | بيريرا هركليز      | فلومينينسي        | 2           |
| 17     | عثمان ديمبيلي      | باريس سان جيرمان  | 2           |

1 هدف ذاتي
- نيكولاس أوتامندي (بنفيكا، ضد بوكا جونيورز)
- وسام أبو علي (الأهلي، ضد بالميراس)
- خوليسو موداو (ماميلودي صن داونز، ضد بوروسيا دورتموند)
- عبد المنعم بوطويل (الوداد الرياضي، ضد يوفنتوس)
- ناثان جارو (أوكلاند سيتي، ضد بوكا جونيورز)
- بيير كالولو (يوفنتوس، ضد مانشستر سيتي)
- توماس أفيليس (إنتر ميامي، ضد باريس سان جيرمان)
- إريك بولغار (فلامنغو، ضد بايرن ميونخ)
- أغوستين غياي (بالميراس، ضد تشيلسي)

### الترتيب النهائي
| مركز                             | فريق               | المجموعة | لعب | ف | ت | خ | نقاط | أ.له | أ.ع | ف.أ |
| -------------------------------- | ------------------ | -------- | --- | - | - | - | ---- | ---- | --- | --- |
| 1                                | تشيلسي             | الرابعة  | 7   | 6 | 0 | 1 | 18   | 17   | 5   | +12 |
| 2                                | باريس سان جيرمان   | الثانية  | 7   | 5 | 0 | 2 | 15   | 14   | 4   | +10 |
| ودعوا البطولة من النصف النهائي   |                    |          |     |   |   |   |      |      |     |     |
| 3                                | ريال مدريد         | الثامنة  | 6   | 4 | 1 | 1 | 13   | 11   | 8   | +3  |
| 4                                | فلومينينسي         | السادسة  | 6   | 3 | 2 | 1 | 11   | 8    | 5   | +3  |
| ودعوا البطولة من الربع النهائي   |                    |          |     |   |   |   |      |      |     |     |
| 5                                | بوروسيا دورتموند   | السادسة  | 5   | 3 | 1 | 1 | 10   | 9    | 7   | +2  |
| 6                                | بايرن ميونخ        | الثالثة  | 5   | 3 | 0 | 2 | 9    | 16   | 6   | +10 |
| 7                                | الهلال             | الثامنة  | 5   | 2 | 2 | 1 | 8    | 8    | 6   | +2  |
| 8                                | بالميراس           | الأولى   | 5   | 2 | 2 | 1 | 8    | 6    | 4   | +2  |
| ودعوا البطولة من دور الستة عشر   |                    |          |     |   |   |   |      |      |     |     |
| 9                                | مانشستر سيتي       | السابعة  | 4   | 3 | 0 | 1 | 9    | 16   | 6   | +10 |
| 10                               | بنفيكا             | الثالثة  | 4   | 2 | 1 | 1 | 7    | 10   | 4   | +6  |
| 11                               | فلامنغو            | الرابعة  | 4   | 2 | 1 | 1 | 7    | 8    | 6   | +2  |
| 12                               | إنتر ميلان         | الخامسة  | 4   | 2 | 1 | 1 | 7    | 5    | 4   | +1  |
| 13                               | يوفنتوس            | السابعة  | 4   | 2 | 0 | 2 | 6    | 11   | 7   | +4  |
| 14                               | بوتافوغو           | الثانية  | 4   | 2 | 0 | 2 | 6    | 3    | 3   | 0   |
| 15                               | مونتيري            | الخامسة  | 4   | 1 | 2 | 1 | 5    | 6    | 3   | +3  |
| 16                               | إنتر ميامي         | الأولى   | 4   | 1 | 2 | 1 | 5    | 4    | 7   | -3  |
| ودعوا البطولة من مرحلة المجموعات |                    |          |     |   |   |   |      |      |     |     |
| 17                               | أتلتيكو مدريد      | الثانية  | 3   | 2 | 0 | 1 | 6    | 4    | 5   | -1  |
| 18                               | ماميلودي صن داونز  | السادسة  | 3   | 1 | 1 | 1 | 4    | 4    | 4   | 0   |
| 19                               | ريفر بليت          | الخامسة  | 3   | 1 | 1 | 1 | 4    | 3    | 3   | 0   |
| 20                               | ريد بل زالتسبورغ   | الثامنة  | 3   | 1 | 1 | 1 | 4    | 2    | 4   | -2  |
| 21                               | الترجي الرياضي     | الرابعة  | 3   | 1 | 0 | 2 | 3    | 1    | 5   | -4  |
| 22                               | العين              | السابعة  | 3   | 1 | 0 | 2 | 3    | 2    | 12  | -10 |
| 23                               | بورتو              | الأولى   | 3   | 0 | 2 | 1 | 2    | 5    | 6   | -1  |
| 24                               | بوكا جونيورز       | الثالثة  | 3   | 0 | 2 | 1 | 2    | 4    | 5   | -1  |
| 25                               | الأهلي             | الأولى   | 3   | 0 | 2 | 1 | 2    | 4    | 6   | -2  |
| 26                               | لوس أنجلوس         | الرابعة  | 3   | 0 | 1 | 2 | 1    | 1    | 4   | -3  |
| 27                               | أوكلاند سيتي       | الثالثة  | 3   | 0 | 1 | 2 | 1    | 1    | 17  | -16 |
| 28                               | أولسان إتش دي      | السادسة  | 3   | 0 | 0 | 3 | 0    | 2    | 6   | -4  |
| 29                               | باتشوكا            | الثامنة  | 3   | 0 | 0 | 3 | 0    | 2    | 7   | -5  |
| 30                               | سياتل ساوندرز      | الثانية  | 3   | 0 | 0 | 3 | 0    | 2    | 7   | -5  |
| 31                               | الوداد الرياضي     | السابعة  | 3   | 0 | 0 | 3 | 0    | 2    | 8   | -6  |
| 32                               | أوراوا رد دايموندز | الخامسة  | 3   | 0 | 0 | 3 | 0    | 2    | 9   | -7  |

## الجوائز

### رجل المباراة
آخر تحديث 13 يوليو 2025.
ثلاث مرات
- جون آرياس
- إستيفاو ويليان

مرتان
- إيغور جيسوس
- جيورجيان دي أراسكايتا
- هاري كين

مرة واحدة
- أوسكار أوستاري
- مايكل أوليز
- فيتينيا
- بيدرو نيتو
- ميجيل ميرينتييل
- فاكوندو كوليديو
- إكرام راينيرز
- سيرخيو راموس
- فيل فودين
- غونزالو غارسيا
- أوسكار غلوخ
- راندال كولو مواني
- ليونيل ميسي
- بابلو باريوس
- أنخيل دي ماريا
- برونو هنريكي بينتو
- يوسف بلايلي
- جوب بيلينغهام
- ريوما واتانابي
- فرانكو ماستانتونو
- كنان يلدز
- جود بيلينغهام
- ياسين بونو
- إيلكاي غوندوغان
- أشرف حكيمي
- أنطوان غريزمان
- وسام أبو علي
- لويس سواريز
- أناتولي تروبين
- كريستيان غراي
- توسين أدارابيويو
- إغناسيو
- دانيال سفينسون
- فرانشيسكو بيو إسبوزيتو
- جيرمان بيرترام
- جيريمي دوكو
- كودجو لابا
- سالم الدوسري
- فينيسيوس جونيور
- جون فيكتور ماسييل فورتادو
- مويسيس كايسيدو
- جواو نيفيز
- ماركوس ليوناردو
- فيديريكو فالفيردي
- سيرهو جيراسي
- بيريرا هركليز
- ديزيري دوي
- فران غارسيا
- جواو بيدرو
- فابيان رويز
- كول بالمر

## التسويق

### الرعاة
| شركاء الفيفا                                                                                                  | رعاة كأس العالم للأندية | داعمو كأس العالم للأندية                                        |
| --- | --- | --------------------------------------------------------------- |
| - أديداس - أرامكو السعودية - كوكا كولا - هيونداي موتور–كيا - لينوفو (موتورولا) - الخطوط الجوية القطرية - فيزا | - إيه بي إنبيف (Michelob Ultra وبدويايزر) - إير بي إن بي - بنك أمريكا - Betano - هايسنس - صندوق الاستثمارات العامة - الهيئة العامة للسياحة (قطر) | - Rock-it Cargo - أل في أم أش (تيفاني أند كومباني) - Taittinger |

## روابط خارجية
- الموقع الرسمي